# Nicolai Lilin
Nicolai Lilin, pseudònim literari de Nicolai Verjbitkii, és un escriptor italià d'origen siberià, nascut el 1980 a Bender, Transnístria. El mateix autor ha explicat que va créixer en el si de la comunitat dels urkes i, després de fer el servei militar a l'exèrcit rus, va establir-se a Itàlia el 2003. Segons Lilin, els urkes eren siberians deportats per Stalin que exercien la criminalitat de manera "honesta", sobre la base de valors tradcionalistes i l'odi cap a les autoritats russes. La seva primera novel·la, Una educació siberiana (2009), es basa en la narració autobiogràfica d'aquest estil de vida a la Transnístria de la seva infantesa i joventut. Tot i l'èxit de la novel·la i la seva posterior versió cinematogràfica, Lilin ha rebut crítiques que l'han acusat de recrear un món fantasiós, posant en dubte l'existència mateixa dels urkes com a minoria ètnica a Moldàvia i Transnístria.